# 六花亭マルセイズFC
六花亭マルセイズFC（ろっかていマルセイズエフシー）とは、かつて北海道サッカーリーグに所属していた北海道帯広市をホームタウンとしていた六花亭製菓の社会人サッカーのクラブチームである。

## 概要
「仕事も遊びも一生懸命」と言う、六花亭の会社のモットーでのクラブ活動の一つで、六花亭のバックアップの元、六花亭のサッカー部、六花亭FCが設立された。帯広（現：十勝）社会人サッカーリーグで活動していた六花亭FCは、2004年に知事杯全道サッカー選手権大会に出場。2007年の知事杯帯広地区決勝戦ではとかちフェアスカイに敗れ準優勝だった。2006年の第26回会長杯全十勝サッカートーナメントでは初優勝した。
2007年には帯広社会人サッカーリーグ1部を制し、入れ替え戦も制し、2008年の道東ブロックリーグに昇格した。2009年に道東ブロックリーグで初優勝し、ブロックリーグ決勝大会でVANKEI.FCを下し2位となり（1位はブラックペッカー函館FC）、2010年度の北海道サッカーリーグに昇格。また2010年の知事杯全道サッカー選手権大会では本戦出場、旭川医科大学・札大GP・札幌学院大学を破ってベスト4入りした（準決勝でコンサドーレ札幌U-18に敗れる）。
2008年の道東ブロックリーグの昇格と同時に六花亭の代表的な名菓「マルセイバターサンド」から因んでマルセイズFCとチーム名を変更した。2009年までは「マルセイズFC」が正式名称であった ものの、2010年の北海道サッカーリーグ昇格時に「六花亭マルセイズFC」に改称された。ユニホームの胸にマルセイバターの赤いラベルがプリントしてある。
六花亭のクラブチームである、野球部や女子アイスホッケー部、女子バスケットボール部も同じ六花亭マルセイズと言うチーム名である。
2013年に北海道サッカーリーグで残留圏の5位となったものの、2014年の北海道サッカーリーグへの参加を見送り、リーグから離脱している。

## 戦績
| 年度 | 所属         | 順位 | 勝点 | 試合 | 勝 | 分 | 敗 | 得点 | 失点 | 得失 |
| ---- | ------------ | ---- | ---- | ---- | -- | -- | -- | ---- | ---- | ---- |
| 1998 | 帯広4部      | 3位  | 12   | 7    | 4  | 0  | 3  | 23   | 21   | +2   |
| 1999 | 帯広4部      | 4位  | 10   | 7    | 3  | 1  | 3  | 17   | 22   | -5   |
| 2000 | 帯広4部      | 優勝 | 19   | 7    | 6  | 1  | 0  | 37   | 9    | +28  |
| 2001 | 帯広3部      | 優勝 | 18   | 7    | 6  | 0  | 1  | 22   | 3    | +19  |
| 2002 | 帯広2部      | 優勝 | 21   | 7    | 7  | 0  | 0  | 20   | 5    | +15  |
| 2003 | 帯広1部      | 3位  | 12   | 7    | 3  | 3  | 1  | 27   | 10   | +17  |
| 2004 | 帯広1部      | 優勝 | 19   | 7    | 6  | 1  | 0  | 35   | 5    | +30  |
| 2005 | 帯広1部      | 2位  | 16   | 7    | 5  | 1  | 1  | 19   | 6    | +13  |
| 2006 | 帯広1部      | 2位  | 18   | 7    | 6  | 0  | 1  | 36   | 2    | +34  |
| 2007 | 帯広1部      | 優勝 | 19   | 7    | 6  | 1  | 0  | 39   | 4    | +35  |
| 2008 | 道東ブロック | 2位  | 22   | 10   | 7  | 1  | 2  | 32   | 16   | +16  |
| 2009 | 道東ブロック | 優勝 | 26   | 10   | 8  | 2  | 0  | 46   | 9    | +37  |
| 2010 | 北海道       | 4位  | 16   | 10   | 5  | 1  | 4  | 17   | 23   | -6   |
| 2011 | 北海道       | 4位  | 21   | 14   | 7  | 0  | 7  | 40   | 37   | +3   |
| 2012 | 北海道       | 6位  | 14   | 14   | 4  | 2  | 8  | 14   | 36   | -22  |
| 2013 | 北海道       | 5位  | 19   | 14   | 6  | 1  | 7  | 31   | 21   | +10  |

## タイトル

### リーグ戦
- 道東ブロックリーグ：1回
  - 2009年